# Ramazan Ramazanov
Ramazan Eldarovich Ramazanov (en búlgaro: Рамазан Елдарович Рамазанов; 22 de mayo de 1993) es un deportista búlgaro que compite en lucha libre.
Ganó una medalla de bronce en el Campeonato Mundial de Lucha de 2023 y tres medallas en el Campeonato Europeo de Lucha entre los años 2022 y 2024.

## Palmarés internacional
| Campeonato Mundial | Campeonato Mundial | Campeonato Mundial | Campeonato Mundial |
| Año                | Lugar              | Medalla            | Categoría          |
| ------------------ | ------------------ | ------------------ | ------------------ |
| 2023               | Belgrado (Serbia)  | Medalla de bronce  | 70 kg              |
| Campeonato Europeo |                    |                    |                    |
| Año                | Lugar              | Medalla            | Categoría          |
| 2022               | Budapest (Hungría) | Medalla de bronce  | 70 kg              |
| 2023               | Zagreb (Croacia)   | Medalla de plata   | 70 kg              |
| 2024               | Bucarest (Rumania) | Medalla de bronce  | 70 kg              |